# 陶玛斯
陶玛斯（Θαύμας / Thaumas，“疑惑”）是希腊神话中的海神，为蓬托斯和盖亚的儿子。他和女神厄勒克特拉是哈耳庇厄、许达斯佩斯（Hydaspes）以及伊里斯的父母。
陶玛斯也是一个半人马（Centaur）的名字。柏拉图認為哲學始於疑惑，因此将陶玛斯的名字和疑惑(θαῦμα)联系起来。
1. ↑  柏拉图，《泰阿泰德篇》 155d.